# Comunitat de comunes Pays de Nemours
La Comunitat de comunes Pays de Nemours (oficialment: Communauté de communes Pays de Nemours) és una Comunitat de comunes del departament de Sena i Marne, a la regió de l'Illa de França.
Creada al 2009, està formada 21 municipis i la seu es troba a Nemours.

## Municipis
1. Amponville
2. Bagneaux-sur-Loing
3. Boulancourt
4. Burcy
5. Buthiers
6. Châtenoy
7. Chevrainvilliers
8. Darvault
9. Faÿ-lès-Nemours
10. Fromont
11. Garentreville
12. Grez-sur-Loing
13. Guercheville
14. Larchant
15. Montcourt-Fromonville
16. Nanteau-sur-Essonne
17. Nemours
18. Ormesson
19. Rumont
20. Saint-Pierre-lès-Nemours
21. Villiers-sous-Grez